# 莱茵河上游盖林根
莱茵河上游盖林根（德语：Gailingen am Hochrhein），通称盖林根，位于德国西南角，毗邻瑞士，是巴登-符腾堡州南部莱茵河北岸的一座美丽乡镇，拥有Hegau风景，北面紧挨着瑞士和博登湖。

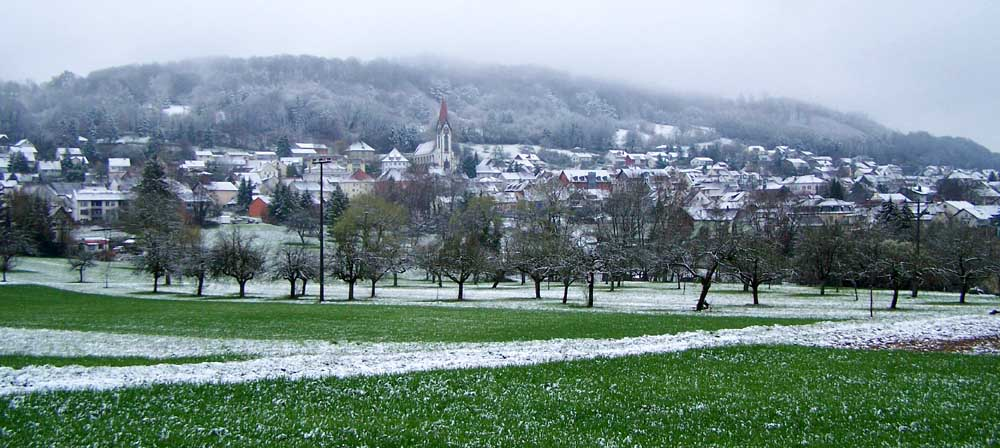
冬天的盖林根

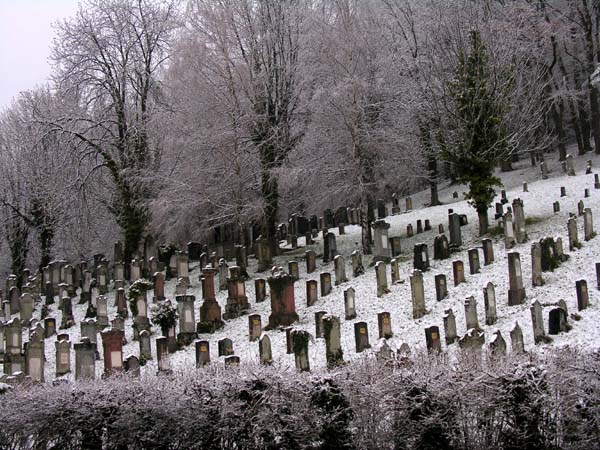
盖林根的犹太人公墓